# Zymoxenogloea
Zymoxenogloea är ett släkte av svampar. Zymoxenogloea ingår i klassen Pucciniomycetes, divisionen basidiesvampar och riket svampar.
|               | Septobasidiales                           |
|               |                                           |
|               | Pucciniales                               |
|               |                                           |
|               | Platygloeales                             |
|               |                                           |
|               | Pachnocybales                             |
|               |                                           |
|               | Helicobasidiales                          |
|               |                                           |
| Zymoxenogloea | \| \| Zymoxenogloea eriophori \| \| \| \| |
|               | \| \| Zymoxenogloea eriophori \| \| \| \| |
|               | Zymoxenogloea eriophori                   |
|               |                                           |

|  | Zymoxenogloea eriophori |
|  |                         |